# Gian Luigi Centemeri
Gian Luigi Centemeri, all'anagrafe Gianluigi (Monza, 30 novembre 1903 – Monza, 26 gennaio 1997) è stato un compositore e organista italiano.

## Biografia
Nato a Monza da una famiglia di musicisti, conseguì i diplomi di Organo e di Composizione organistica, di Composizione, di Pianoforte e di Canto didattico sotto la guida del padre, Giuseppe, e di vari maestri, come F.Delachi, A.Bossi, V.Ferroni, A.Galliera, M.Lattuada, C.Andreoli.
Svolse un'intensa e lunga attività didattica presso il P.I.M.E. ed il Santuario della Madonna delle Grazie di Monza, presso i Licei Musicali di Piacenza e di Pesaro, i Conservatori di Parma, Torino e Milano.
All'insegnamento affiancò anche la direzione del Liceo musicale “V.Appiani” della città natale.
Oltre all'attività di insegnamento, si dedicò al concertismo organistico, alla direzione musicale, alla critica, all'editoria e alla saggistica musicale.
La sua vasta produzione musicale spazia da opere teatrali, cantate con orchestra, opere sinfoniche, musica per organo, clavicembalo e pianoforte, musica da camera, musica polifonica sacra e profana.
Riposa al Cimitero Urbano di Monza.

## Premi e riconoscimenti
Nel 1983 riceve dalla città di Monza il Giovannino d'oro.

## Opere principali
- La Settimana Santa (oratorio, 1948)
- San Gerardo (favola musicale, 1987)
- Suite per pianoforte e flauto (suite in 4 tempi inedito, 1988)